# Job von Witzleben
Karl Ernst Job Wilhelm von Witzleben (Halberstadt, 20 juli 1783 - Berlijn, 9 juli 1837) was een Pruisisch Luitenant-generaal en minister van Oorlog.

## Loopbaan
Job von Witzleben stamde uit een oeradellijk Thürings geslacht en was de eerste van de zeven kinderen van de Pruisische Generaal-Majoor Karl Friedrich Heinrich Günther von Witzleben, Heer van Angelroda en op Elgersburg en Amalie Caroline Luise Wilhelmine Freiin von Wulff a. d. H. Füchteln en werd in Halberstadt geboren.
In 1812 huwde Job von Witzleben Auguste Henriette von Splittgerber.Uit het juwelijk kwamen achtkinderen voort waaronder
- Generaal Job-Wilhelm David Karl Heinrich von Witzleben
- Sophie Davide Hertha von Witzleben die trouwde met veldmaarschalk Edwin Freihherr von Manteuffel
- Kolonel Friedrich Wilhelm Job Erik von Witzleben
- Davide Ludowika Sophie Emilie von Witzleben die trouwde met majoor-generaal Heinrich von Massow (1810-1896).

In 1824 werd Job von Witzleben ernstig ziek; hij vroeg om verlof en ging "kuren", de zware taak van een plaatsvervangend Minister van Oorlog, een functie die von Witzleben in 1832 op zich nam verergerde zijn ziekte en voerde hem in 1837 naar het graf.

## Militaire loopbaan
Witzleben werd in 1793 Lijfpage van Koning Frederik Willem II van Pruisen en in 1793 vaandrig bij de lijfgarde.De Kroonprins, de latere Frederik Willem III van Pruisen, die veel van de jongen verwachtte schonk hem 100 taler voor zijn uitrusting. ' 
In 1802 werd Witzleben 2e luitenant en hij was betrokken bij de door Pruisen verloren veldslagen van Jena en Auerstedt. De militaire ineenstorting van Pruisen bracht voor de jonge officier krijgsgevangenschap waaruit hij in 1807 door een uitwisseling van gevangenen werd bevrijd.
Zijn essay "Ideen zur Reorganisation der leichten Infanterie" trok de aandacht van de Pruisische legerhervormer Scharnhorstsen in december 1808 werd Job von Witzleben kapitein bij de Generale Staf. Hij leidde het nieuwe gardebataljon jagers in de slag bij Großgörschen, en na tot majoor en daarna Luitenant-Kolonel te zijn bevorderd was hij betrokken bij de campagne tegen Napoleon die in 1814 Frankrijk zelf werd uitgevochten. Toen Napoleon in 1815 terugkeerde van zijn verbanning op Elba was Job von Witzleben kolonel in de staf van Blücher. Na de vrede met Frankrijk werd hij Chef-staf van het leger van de Noord-Duitse Bond. 
Job von Witzleben maakte carrière in het ministerie van Oorlog; hij was inspecteur van de jagers en schutterijen, adjudant-Generaal, Chef van het machtige "militaire kabinet" van de koning en uiteindelijk, in 1833 Minister van Oorlog. In deze functie voerde hij het naald- en percussiegeweer in, integreerde hij de "Landwehr", een reserveleger, en het staande leger en hervormde hij het militaire strafrecht.Het naaldgeweer bracht Pruisen in veler ogen de overwinning op Oostenrijk en haar bondgenoten in de oorlog van 1866.
in 1835 ging "Seine Exzellenz der Geheime Staats- und Kreigsminister, Generaladjutant Seiner Majestät des Königs, Generallieutenant von Witzleben" met pensioen. De koning schonk zijn vriend en adviseur grote landgoederen in Charlottenburg en in wat nu Polen is.

## Onderscheidingen
Hij werd bij Koninklijk Besluit No.43 van Koning Willem I op 20 september 1825 tot Commandeur in de Militaire Willems-Orde benoemd.
- IJzeren Kruis IIe (1813) en Ie Klasse (1814)
- Orde van de Rode Adelaar III. Klasse (1817)
- Grootkruis van de Orde van Sint-Stanislaus (1818)
- De Orde van de Rode Adelaar IIe Klasse met eikenloof (1820)
- Orde van de Leeuw van Zähringen (1822)
- Dienstkreuz (1825)
- Briljanten bij de Russische Stanislaus Orde Ie Klasse (1829)
- Ster van de Orde van de Rode Adelaar II. Klasse (1830)
- Eerste Klasse van de Orde van de Rode Adelaar met eikenloof (1832)
- De Alexander Nevski-orde(1834)
- Diamanten bij de Alexander-Newski-Orde (1835)
- Grootkruis van de Hessische Ludwigs-Orde (1835)